# Paul Bender (Sänger)

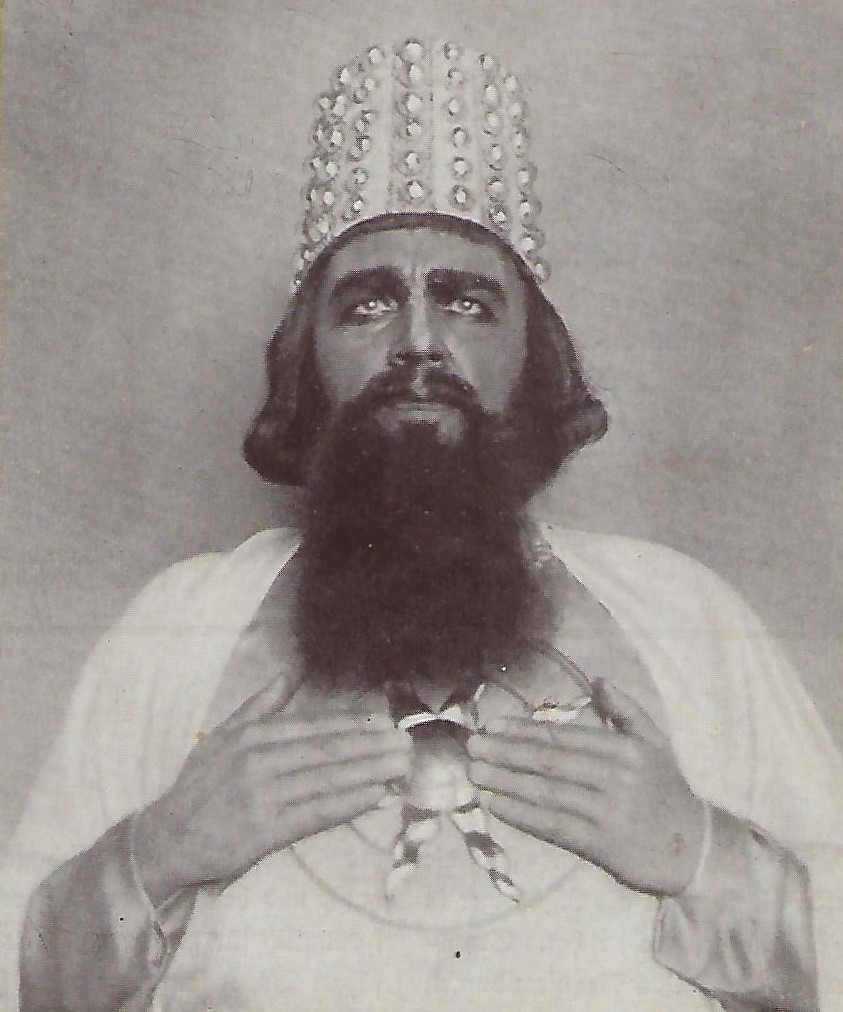
Paul Bender als Sarastro in München

Paul Bender (* 28. Juli 1875 in Driedorf, Westerwald; † 25. November 1947 in München) war ein deutscher Opernsänger (Bass).

## Leben
Bender war Sohn des protestantischen Pfarrers Georg Bender. Er begann seine Gesangsausbildung neben dem Medizinstudium in Berlin. Seine musikalischen Lehrer waren Luise Ress und Baptist Hoffmann. 1900 gab er sein Debüt an der Oper Breslau. 1903 wechselte er dann an das Nationaltheater München, wo er bis zum Ende seiner Laufbahn blieb. So konnte er dort auch im September 1943 sein 40-jähriges Jubiläum als Ensemblemitglied feiern. Insgesamt stand er in mehr als 2000 Aufführungen auf der Bühne.
Bender sang während seiner Münchner Zeit praktisch alle bedeutenden Bass-Partien und trat in einigen Aufführungen auch als Heldenbariton auf. Sein Repertoire umfasste insgesamt nicht weniger als 118 Partien. Zahlreiche Uraufführungen fanden unter seiner Mitwirkung statt, so Ermanno Wolf-Ferraris Le donne curiose (1903) und Die vier Grobiane (1906). Bei der Uraufführung von Hans Pfitzners Palestrina glänzte er 1917 im Prinzregententheater als Papst Pius V. Weitere Uraufführungen waren Die Gespenstersonate von Julius Weismann (1930), Das Herz von Pfitzner (1931) und Der Mond von Carl Orff (1939).
Schon seit 1902 war Bender wiederholt Gast bei den Richard-Wagner-Festspielen in Bayreuth. Gastspiele im Brüsseler Opernhaus La Monnaie/De Munt (1910), am Théâtre des Champs-Élysées Paris (1914), an der Wiener Staatsoper (1916/17), am Royal Opera House in Covent Garden (1910–1914) sowie am Opernhaus Zürich (1915) festigten seinen Ruhm, so dass er von 1922 bis 1927 auch an die Metropolitan Opera in New York gerufen wurde. 1926 war er bei den Salzburger Festspielen zu Gast. 1938 und 1939 trat er in Der Ring des Nibelungen von Richard Wagner am Teatro alla Scala auf.
Eine große Leidenschaft Paul Benders galt dem Konzert- und Liedgesang. Als Balladensänger wurde er als Nachfolger von Eugen Gura gefeiert. Weder in der Oper noch bei solchen Auftritten verließ er sich allein auf seine beeindruckende Stimme. Immer war ihm auch das schauspielerische Element wichtig. Wie weit seine mimische Präsenz ging, sieht man an dem Umstand, dass er 1919 auch in dem bedeutenden expressionistischen Stummfilm Nerven von Robert Reinert eine Hauptrolle spielte. Der Film thematisierte das Elend der damaligen Nachkriegszeit so eindrucksvoll, dass es im Publikum zu Verzweiflungsszenen kam und das Werk verboten wurde.
Der Sänger stand bis kurz vor seinem Tode auf der Bühne. Vor allem in den 1930er und 1940er Jahren wirkte er auch als Professor an der Münchner Akademie der Tonkunst. Zu seinen Schülern gehörten Josef Greindl und Hans Hopf. Bender war mit der Sopranistin Paula Brand verheiratet, die nach der Heirat ihre Karriere aufgab. Sein Grab befindet sich auf dem Waldfriedhof (München) Grablage 110-W-13.

## Ehrungen
- Königlich bayerischer Kammersänger (1907)

## Rezeption
In Die Musik in Geschichte und Gegenwart schrieb Wilhelm Zentner:

„In den nahezu fünf Jahrzehnten seiner Bühnentätigkeit machte er sich die meisten bedeutenden Partien des Bassfachs zu eigen, wobei er das stimmlich virtuose Element stets dem höheren Gebot künstlerischer Gesamtgestaltung unterzuordnen wusste. Besonders eindrucksvoll gelangen ihm Gestalten, in denen es menschlichen Adel, Würde und Größe zu verkörpern gab …“

## Partien (Auswahl)
- Sarastro in Die Zauberflöte von Wolfgang Amadeus Mozart
- Osmin in Die Entführung aus dem Serail von Wolfgang Amadeus Mozart
- Komtur in Don Giovanni von Wolfgang Amadeus Mozart
- Fasolt; Fafner in Das Rheingold von Richard Wagner
- Hagen in Götterdämmerung von Richard Wagner
- König Marke in Tristan und Isolde von Richard Wagner
- Veit Pogner; Hans Sachs in Die Meistersinger von Nürnberg von Richard Wagner
- Gurnemanz; Amfortas in Parsifal von Richard Wagner
- Landgraf in Tannhäuser von Richard Wagner
- Daland in Der fliegende Holländer von Richard Wagner
- Basilio in Der Barbier von Sevilla von Gioacchino Rossini
- Hans Stadinger in Der Waffenschmied von Albert Lortzing
- Plumkett in Martha von Friedrich von Flotow
- Barbier in Barbier von Bagdad von Peter Cornelius
- Baron Ochs in Der Rosenkavalier von Richard Strauss
- Titelrolle in Don Quichotte von Jules Massenet
- Rocco in Fidelio von Ludwig van Beethoven
- Petrus in Der Mond von Carl Orff
- Papst Pius V. in Palestrina von Hans Pfitzner

## Diskografie
- Lebendige Vergangenheit – Paul Bender. CD, Preiser/Naxos, Wien 1999
- Aus Münchens Operngeschichte, 4 CDs, Preiser/Naxos, Wien 1999
- Sie sangen im Prinzregententheater, 3 CDs, Preiser/Naxos, Wien 2001
- Symposium Opera Coll.10 – Paul Bender, CD, Symposium/Scherzando, 2006